# Бранев
Бранев (укр. Бранів) — село в Великомежиричской сельской общине Ровненского района Ровненской области Украины.
Население по переписи 2001 года составляло 140 человек. Почтовый индекс — 34730. Телефонный код — 3651.

## История
Между селом Бранев и деревнями Блудов, Тудоров и Пашуки находится до трёхсот курганов, служащих следами происходившей здесь некогда «брани», от которой местность эта и получила своё название. Вероятно, речь идет о событиях княжеской междоусобицы — борьбе за Киев между Изяславом Мстиславичем и Юрием Долгоруким . В 1151 году войско князя Галицкого Владимира Володаровича (союзника Долгорукого) уничтожило венгерский военный отряд, двигавшийся в Киев на помощь Изяславу Мстиславичу.
До 2020 года входило в Корецкий район.